# Гарфилд (округ, Оклахома)
Округ Гарфилд — округ в штате Оклахома, США. Население округа на 2000 год составляло 57 813 человек. Административный центр округа — город Инид.

## География
Округ имеет общую площадь 2745 км², из которых 2741 км² приходится на сушу и 4 км² (0,15 %) на воду.

### Основные автомагистрали
- Автомагистраль 60
- Автомагистраль 64/Автомагистраль 412
- Автомагистраль 81

### Соседние округа
| - Грант (север) - Нобл (восток) - Логан (юго-восток) | - Кингфишер (юг) - Мейджор (запад) - Алфалфа (северо-запад) |

### Населённые пункты
| - Байсон - Брекенридж - Кэрриер - Ковингтон - Дуглас | - Драммонд - Инид - Фэрмонт - Гарбер - Хилсдейл | - Хантер - Кремлин - Лахома - Норт-Инид - Уокомис |

## Демография
По данным переписи в 2000 году насчитывалось 57 813 человек, 23 175 домохозяйств и 15 805 семей, проживающих в округе. Плотность населения составляла 21 человек на квадратный километр. Расовый состав: 88,65 % белое население, 3,26 % афроамериканцы, 2,11 % коренные американцы, 0,85 % азиаты, 0,48 % гавайцы, 2,02 % прочие расы и 2,62 % смешанные расы.
Распределение населения по возрасту: 25,0 % составляют люди до 18 лет, 9,1 % от 18 до 24 лет, 27,3 % от 25 до 44 лет, 22,5 % от 45 до 64 лет и 16,0 %, в возрасте 65 лет и старше. Средний возраст составляет 38 года. На каждые 100 женщин приходится 93,7 мужчин. На каждые 100 женщин в возрасте 18 лет и старше насчитывалось 90,4 мужчин.
Среднегодовой доход на домашнее хозяйство в городе составляет $ 33 006, а средний доход на семью составляет $ 39 872. Мужчины имеют средний доход $ 29 921, тогда как женщинs $ 20 791. Доход на душу населения по городу составляет $ 17 452. Около 10,5 % семей и 13,9 % населения находятся ниже черты бедности, в том числе 19,7 % из них моложе 18 лет и 10,4 % в возрасте 65 лет и старше.